# Arapaimidae
Arapaimidae (Beentongvissen) zijn een familie van straalvinnige vissen uit de orde van beentongvissen (Osteoglossiformes).

## Taxonomie
De familie kent de volgende geslachten:
- Arapaima Müller, 1843
- Heterotis Rüppell, 1828